# Ro-38
Ro-38 — підводний човен Імперського флоту Японії, який брав участь у Другій світовій війні.
Корабель, який спорудили на корабельні компанії Mitsubishi в Кобе, належав до типу Kaichū VII (також відомий як клас Ro-35).
По завершенні тренувань Ro-38 полишив 31 жовтня 1943-го Куре та 8 листопада прибув на атол Трук у центральній частині Каролінських островів (ще до війни тут створили потужну базу японського ВМФ, з якої до лютого 1944-го провадились операції в низці архіпелагів).
19 листопада 1943-го човен вирушив у похід до островів Гілберта, на які вже наступної доби почалась висадка ворожого десанту. Надалі з човна не отримали жодної радіограми й він зник з усіма 77 членами екіпажу. Обставини загибелі Ro-38 залишились нез'ясованими, можливо, він був потоплений 24 листопада есмінцем «Коттен» західніше від атола Тарава.